# Pundliden
Pundliden är ett naturreservat i Lycksele kommun i Västerbottens län.
Området är naturskyddat sedan 2016 och är 63 hektar stort. Reservatet omfattar en nordostsluttning mot Örån och rbestår av gammal granskog med inslag av lövträd.